# Sentier de grande randonnée 55
Le sentier de grande randonnée 55 ou GR 55 est un itinéraire de randonnée français situé en Savoie, dans le massif de la Vanoise, entre les vallées de la Tarentaise et de la Maurienne via le parc national de la Vanoise.

## Caractéristiques

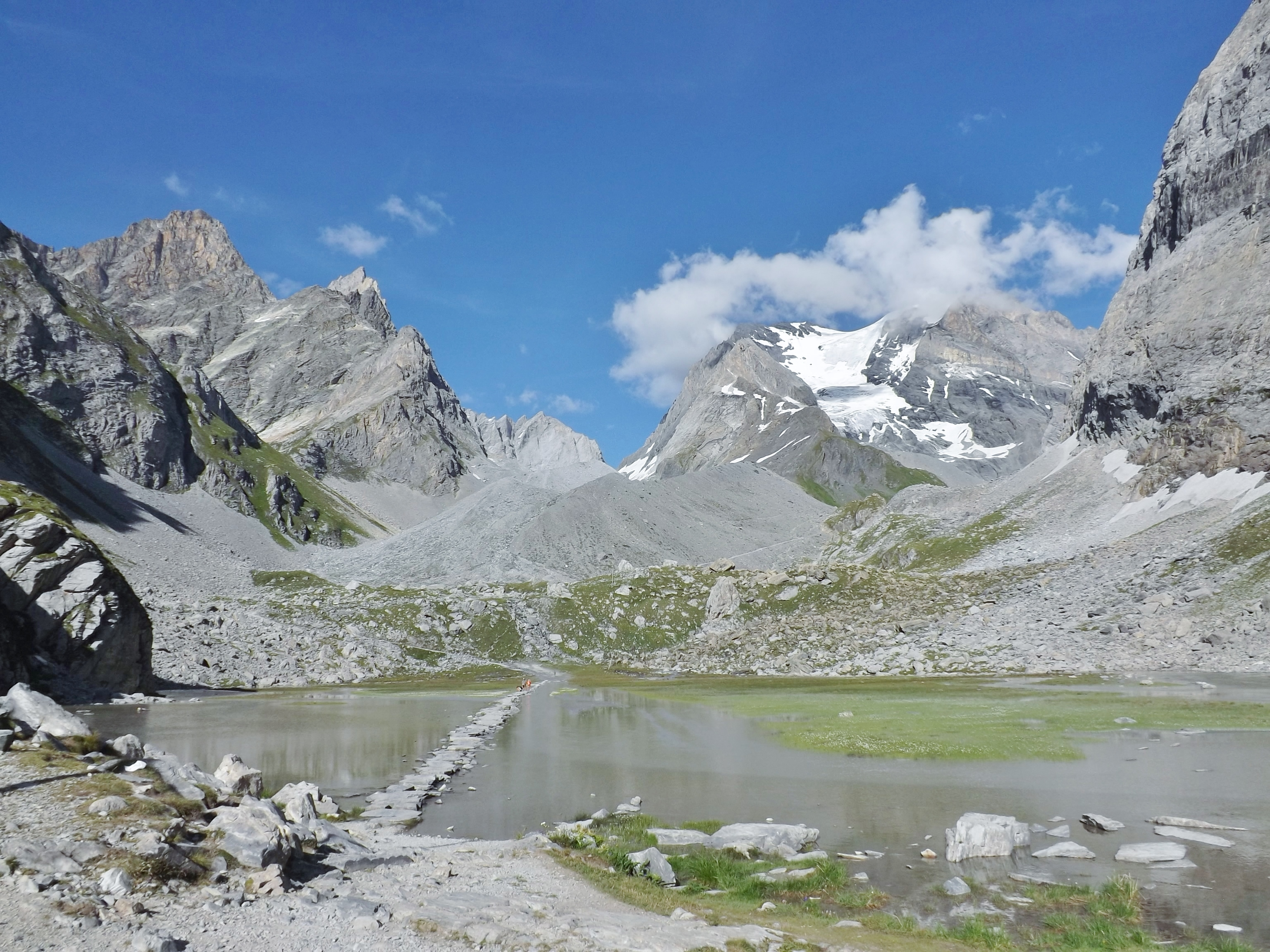
Le lac des Vaches au pied de la Grande Casse traversé par le GR 55 au moyen de pierres de gué.

D'une longueur de 54 à 57 kilomètres, ce sentier de grande randonnée constitue une traversée praticable en quatre jours,. Il propose un parcours présentant 2 495 mètres de dénivelé positif cumulé pour environ 3 500 mètres de dénivelé négatif cumulé[réf. nécessaire], de Tignes au nord à Modane au sud, intégralement dans le massif de la Vanoise et en grande partie dans le parc national de la Vanoise,.

## Parcours
L'itinéraire part de Tignes, au bord du lac du même nom, à Tignes le Lac, à 2 085 mètres d'altitude. Se dirigeant vers le sud, il remonte le vallon du Retort, passant par Val Claret, pénétrant dans le parc national de la Vanoise et restant sous le glacier de la Grande Motte à l'ouest. Au col de la Leisse (2 761 m), il s'engage dans le vallon de la Leisse qu'il descend en direction du sud-ouest, longeant le lac des Nettes (2 641 m) et passant devant le refuge de la Leisse (2 487 m).
Au niveau de la Grande Casse, il s'engage dans l'ascension du col de la Vanoise (2 517 m) en direction du nord-ouest en longeant les lacs du Col de la Vanoise (2 479 m) et Rond (2 495 m). Une fois passé devant le refuge du Col de la Vanoise (2 516 m), l'itinéraire descend vers Pralognan-la-Vanoise au sud-ouest par le vallon de la Glière en longeant le lac Long (2 469 m), en traversant celui des Vaches (2 320 m) et en passant devant le refuge des Barmettes (2 010 m).
Parvenu à 1 420 mètres d'altitude à Pralognan-la-Vanoise — où il sort temporairement du parc national de la Vanoise —, l'itinéraire entame vers le sud sa dernière ascension, celle du col de Chavière (2 796 m) par la vallée du Doron de Chavière, passant devant les refuges du Repoju (1 720 m), du Roc de la Pêche (1 920 m) et de Péclet-Polset (2 474 m). Une fois parvenu au col qui marque l'entrée dans la Maurienne et le point culminant de l'itinéraire, la descente se fait jusqu'à Modane (1 060 m) par le vallon de Polset (1 820 m) ou par une variante via le refuge de l'Orgère (1 935 m) à l'est de la tête Noire,. L'itinéraire parvient à Modane en franchissant l'Arc après avoir traversé le hameau de Loutraz.
Entre Tignes et le pont de Croé Vie au franchissement de la Leisse au pied du col de la Vanoise via le col de la Leisse, le GR 55 emprunte la Via Alpina puis entre le pont de Croé Vie et Pralognan-la-Vanoise via le col de la Vanoise, il emprunte la route du sel. Entre le pont de Croé Vie et le refuge de l'Orgère via le col de la Vanoise, Pralognan-la-Vanoise et le col de Chavière, le GR 55 est commun au tour des Glaciers de la Vanoise qui fait une boucle autour des glaciers de la Vanoise, de la dent Parrachée et de la pointe de l'Échelle.

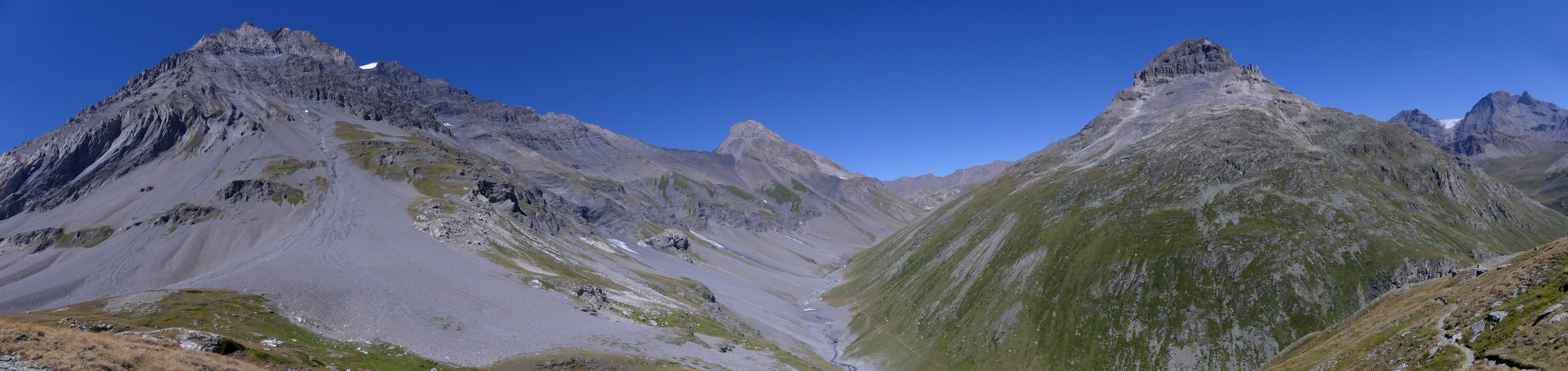
Vue panoramique en direction de l'est depuis le GR 55 du col de la Vanoise, de la Grande Casse, de la Grande Motte, du vallon de la Leisse et des pointes de Pierre Brune de gauche à droite.